# Afraid of Sunlight
Afraid of Sunlight – ósmy album studyjny zespołu Marillion oraz ostatni wydany przez EMI.

## Skład zespołu
- Steve Hogarth – śpiew
- Steve Rothery – gitara
- Pete Trewavas – gitara basowa
- Mark Kelly – keyboard
- Ian Mosley – perkusja

## Lista utworów
CD1:
1. "Gazpacho" – 7:28
2. "Cannibal Surf Babe" – 5:25
3. "Beautiful" – 5:12
4. "Afraid Of Sunrise" – 5:01
5. "Out Of This World" – 7:54
6. "Afraid Of Sunlight" – 6:49
7. "Beyond You" – 6:10
8. "King" – 7:03

CD2:
1. "Icon" – 6:04
2. "Live Forever" – 4:34
3. "Second Chance" (Dave Meegan Mix of Beautiful) – 5:14
4. "Beyond You" (Demo) – 5:17
5. "Cannibal Surf Babe" (Studio Outtake) – 5:59
6. "Out Of This World" (Studio Outtake) – 7:27
7. "Bass Frenzy" – 1:17
8. "Mirages" (Demo) – 6:02
9. "Afraid Of Sunlight" (Acoustic Demo) – 6:49
10. "Sympathy (For The Road Crew)"

## Opis niektórych piosenek
- Gazpacho wyśmiewa styl życia Hollywoodzkich gwiazd
- Cannibal Surf Babe wyśmiewa Beach Boysów
- Beautiful to utopijna piosenka mówiąca o niedostrzeganej przez nas doskonałości
- Out of this World opowiada o Donaldzie Campbellu, który zginął w 1967 roku.

Wrak Bluebirda K7 Campbella i jego pozostałości nie był odkryty do 28 maja 2001 roku, kiedy to nurek Bill Smith zainspirowany piosenką Out of this World postanowił poszukać wraku. Steve Hogarth i Steve Rothery byli obecni przy jego wydobywaniu.
- King mówi o nie tak wesołym, jak mogłoby się wydawać, życiu gwiazd (Kurt Cobain, Elvis Presley, Michael Jackson)

## Single
- "Beautiful"